# Обухово (Калининградская область)
Обухово— посёлок в Зеленоградском районе Калининградской области. До 2016 года входил в состав Ковровского сельского поселения.

## Население
| 2002 | 2010 |
| ---- | ---- |
| 24   | ↘23  |

## История
В 1946 году Ликсайден был переименован в поселок Обухово.
Прежние название на немецком языке: Lixeiden.	